# Криволука (Шепетівський район)
Криволу́ка, Крива Лука[джерело?] —  село в Україні, у Ізяславській міській громаді Шепетівського району Хмельницької області. Населення становить 103 особи.

## Географія
Село розташоване на лівому березі річки Горинь.

## Історія
У 1906 році село Ізяславської волості Ізяславського повіту Волинської губернії. Відстань від повітового міста 5 верст, від волості 6. Дворів 78, мешканців 367.
Протягом 1907–1917 років село у складі Заславського ключа Заславського майорату князів Санґушків.
7 (20) листопада 1917 року, відповідно до Третього Універсалу Української Центральної Ради, увійшло до складу Української Народної Республіки.
12 червня 2020 року, відповідно до розпорядження Кабінету Міністрів України № 727-р «Про визначення адміністративних центрів та затвердження територій територіальних громад Хмельницької області», увійшло до складу Ізяславської міської територіальної громади.
19 липня 2020 року, в результаті адміністративно-територіальної реформи та ліквідації Ізяславського району, село увійшло до складу новоутвореного Шепетівського району

## Уродженці
- Харитон Довгалюк (1916—2006) — український письменник, журналіст, священик.